# Rosochackie

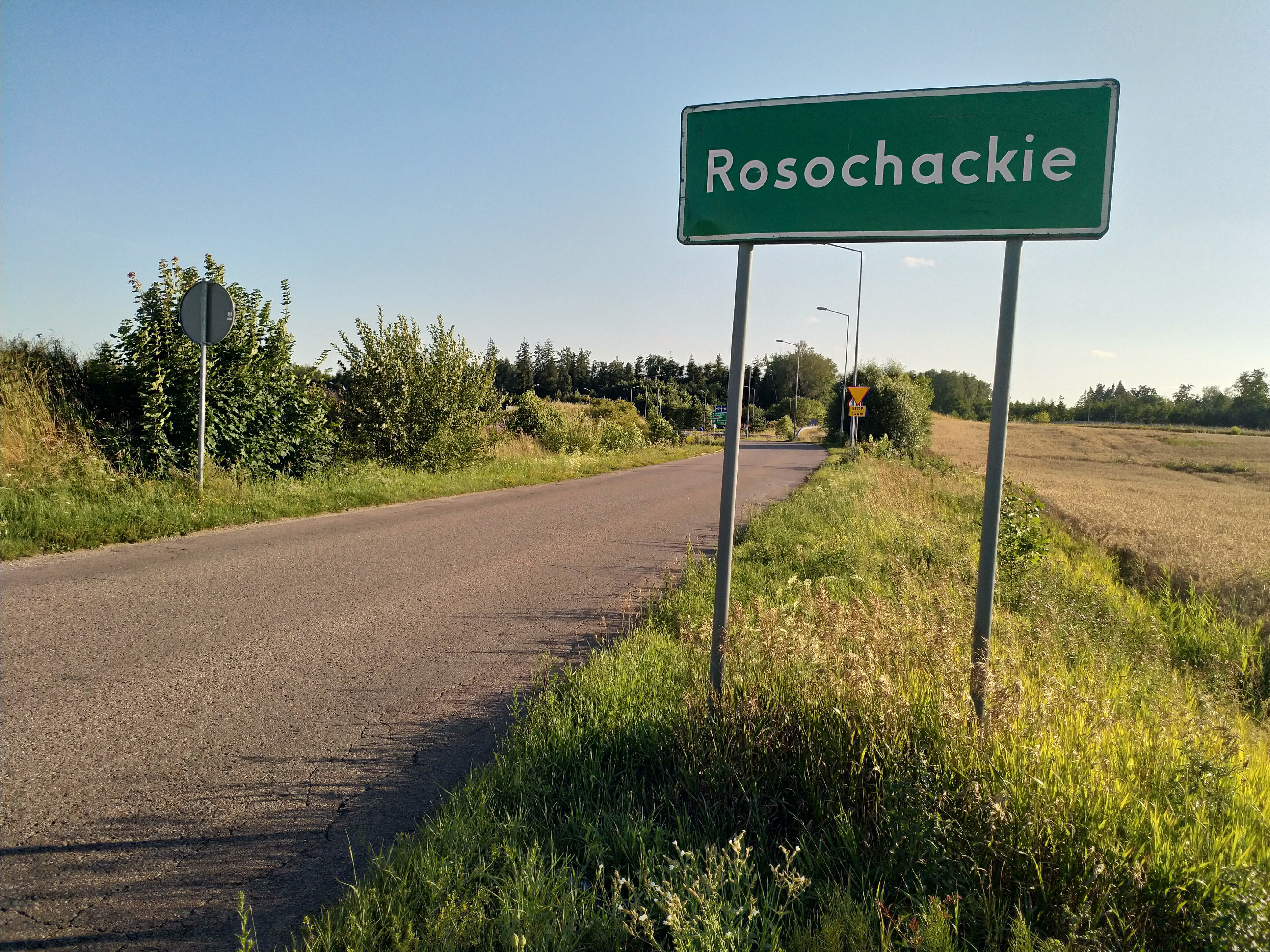
Rosochackie (2024)

Rosochackie (deutsch Rosochatzken, 1927 bis 1945 Albrechtsfelde) ist ein Dorf in der polnischen Woiwodschaft Ermland-Masuren und gehört zur Stadt-und-Land-Gemeinde Olecko (Marggrabowa, umgangssprachlich auch Oletzko, 1928 bis 1945 Treuburg) im Powiat Olecki (Kreis Oletzko, 1933 bis 1945 Kreis Treuburg).

## Geographische Lage
Rosochackie liegt im Osten der Woiwodschaft Ermland-Masuren, fünf Kilometer südwestlich der Kreisstadt Olecko.

## Geschichte
Das Gründungsdatum Rosochatzkens liegt im Jahre 1552. Zwischen 1874 und 1945 war das Dorf in den Amtsbezirk Kukowen eingegliedert (polnisch Kukowo), der – 1938 in „Amtsbezirk Reinkental“ umbenannt – zum Kreis Oletzko (1933 bis 1945: Kreis Treuburg) im Regierungsbezirk Gumbinnen der preußischen Provinz Ostpreußen gehörte.
Im Jahre 1910 verzeichnete Rosochatzken 258 Einwohner. 
Aufgrund der Bestimmungen des Versailler Vertrags stimmte die Bevölkerung im Abstimmungsgebiet Allenstein, zu dem Rosochatzken gehörte, am 11. Juli 1920 über die weitere staatliche Zugehörigkeit zu Ostpreußen (und damit zu Deutschland) oder den Anschluss an Polen ab. In Rosochatzken stimmten 187 Einwohner für den Verbleib bei Ostpreußen, auf Polen entfiel keine Stimme.
Am 17. Oktober 1927 erhielt das Dorf die Umbenennung in „Albrechtsfelde“. Die Zahl der Einwohner belief sich 1933 auf 261 und betrug 1939 wieder 258.
In Kriegsfolge kam das Dorf 1945 mit dem gesamten südlichen Ostpreußen zu Polen und führt seither die polnische Ortsbezeichnung „Rosochackie“. Es ist heute Sitz eines Schulzenamtes (polnisch sołectwo) und somit eine Ortschaft im Verbund der Stadt-und-Land-Gemeinde Olecko (Marggrabowa, 1928 bis 1945 Treuburg) im Powiat Olecki (Kreis Oletzko, 1933 bis 1945 Kreis Treuburg), bis 1998 der Woiwodschaft Suwałki, seither der Woiwodschaft Ermland-Masuren zugeordnet.

## Kirche
Bois 1945 war Rosochatzken resp. Albrechtsfelde in die evangelische Kirche Marggrabowa in der Kirchenprovinz Ostpreußen der Kirche der Altpreußischen Union sowie in die katholische Pfarrkirche der Kreisstadt im damaligen Bistum Ermland eingepfarrt.
Heute gehören die katholischen Einwohner Rosochackies ebenfalls zur katholischen Pfarrkirche in der Kreisstadt Olecko, die jetzt im Bistum Ełk (deutsch Lyck) der Römisch-katholischen Kirche in Polen liegt. Die evangelischen Kirchenglieder orientieren sich zu den Kirchen in Ełk und Gołdap, die beide zur Diözese Masuren der Evangelisch-Augsburgischen Kirche in Polen gehören.

## Verkehr
Rosochackie ist über eine Nebenstraße erreichbar, die von Olecko nach Giże (Giesen) verläuft. Außerdem führt ein Landweg von der Woiwodschaftsstraße DW 655 über Jaśki (Jaschken, 1938 bis 1945 Jesken) direkt in den Ort.
Eine Bahnanbindung besteht nicht.